# Постойна
 Тази статия е за града в Словения.  За пещерата вижте Постойна (пещера).  
Постойна (на словенски: Postojna) е град в югозападната част на Словения, административен център на Община Постойна.

## География
Разположена е в историческата област Вътрешна Крайна, на 30 km североизточно от Триест и 30 km югозападно от Любляна по Европейски път Е70. В близост до града е разположена известната пещера Постойна.
Населението на града е 9482 души (по приблизителна оценка от януари 2018 г.) от общо 16 207 жители на общината.

## Известни личности
Родени в Постойна
- Борут Пахор (р. 1963), политик